# Coneball
Coneball, parfois écrit cone ball, est un sport d'équipe qui utilise une balle souple, parfois en mousse et des quilles de bowling.  Il existe plusieurs façons de pratiquer ce sport, la plupart n'étant pas documentées. Cet article n'en présente, pour le moment, qu'une seule.

## Déroulement du jeu
Dans une partie de coneball, il y a deux équipes composées d'un nombre de joueurs variable, mais égal. Chaque équipe reçoit six balles ordinaires au début de la partie. Tout le monde est autorisé à recevoir une de ces balles. Le but du jeu est de faire tomber deux des trois quilles de bowling du camp opposé. Aussi, le fait de toucher un adversaire avec une balle l'oblige à sortir du jeu. On retrouve cet aspect dans le dodgeball. Pourtant, au coneball, attraper une balle en plein vol n'élimine pas la personne qui l'a lancé.
Les trois quilles de bowling sont positionnées aux sommets d'un triangle pointant en direction du camp adverse. Chaque quille peut être défendue par un gardien, qui peut être n'importe quel joueur de l'équipe. Lorsqu'un gardien est éliminé du jeu, il peut être remplacé par un autre joueur encore en jeu. Si tous les membres d'une équipe sont éliminés, l'équipe adverse n'a pas gagné pour autant. Il faut toujours faire tomber au moins deux quilles. Ce qui signifie que si tous les joueurs ont effectué leur tir et que les balles sont coincées dans le camp adverse, c'est un match nul.
Le jeu est en général chronométré par un timer. Les parties font en général entre 5 et 10 minutes. Si aucune ou une seule quille de chaque camp ont été touchées avant la fin de la partie, c'est un match nul. Si une seule quille est tombée dans un seul camp à la fin de la partie, la victoire va au camp ayant toujours ses trois quilles debout. La plupart des matchs se jouent de 6 à 9 jeux. L'équipe qui gagne le plus de jeux reporte alors le match.